# Nepomuk
Nepomuk – figura świętego Jana Nepomucena, którą można spotkać od Litwy po Niemcy i Włochy. Najwięcej figur znajduje się w Czechach i na terenach dawnych Austro-Węgier, na Dolnym i Górnym Śląsku, na terenie ziemi kłodzkiej.
Jan Nepomucen uważany był za patrona dobrej spowiedzi i spowiedników. Miał chronić przed wzburzoną wodą i powodziami, stąd jego pomniki ustawiane były często przy mostach i nad wodą. Nepomuki występują w wielu postaciach: od wyrafinowanych barokowych rzeźb do ludowych świątków. Te ostatnie, charakterystyczne dla terenów Polski i Litwy, można często spotkać w kapliczkach przy brodach, lub na rozstajach dróg. Jest to efekt ciekawego zjawiska dwutorowości kultu – po okresie propagowania go przez władze kościelne, państwowe i, w ślad za nimi, szlachtę, Jan zaczął być czczony przez niższe warstwy społeczne w charakterystyczny dla nich sposób. W Polsce nepomuki były najpopularniejszymi figurami umieszczanymi w kapliczkach. Są wykradane, aby trafić do antykwariatów czy prywatnych kolekcji.
Większość nepomuków wzorowana jest na figurze wykonanej w brązie, która stanęła na praskim moście Karola w roku 1683. Autorem drewnianego modelu tej rzeźby jest Jan Brokoff. Przedstawia ona świętego z gwiezdną aureolą, z palmą męczeńską i krucyfiksem w dłoni. Można spotkać nepomuki przedstawiające Jana Nepomucena z palcem na ustach lub z książką.

## Kult Jana Nepomucena
W 1393 roku, król czeski Wacław IV Luksemburski rozkazał uwięzić, a następnie zabić Jana Nepomucena, gdyż ten nie chciał zdradzić tajemnicy spowiedzi królewskiej żony – Zofii.
Według innej wersji wydarzeń, powodem niełaski było niezgodne z wolą króla zatwierdzenie opata dla klasztoru w Kladrubach. Jan Nepomucen był wikariuszem generalnym Pragi i został aresztowany wraz ze swoim arcybiskupem. Arcybiskup uciekł z niewoli, a Jan Nepomucen został poddany torturom (w tym obcięciu języka), a następnie związany i wrzucony z mostu w wody Wełtawy.
Tutaj legenda mówi o pojawieniu się na wodzie kręgu pięciu gwiazd, które wskazały ciało poszukującym. Gwiazdy te, razem z krucyfiksem trzymanym w dłoniach, są najbardziej charakterystycznym elementem większości rzeźb i przedstawień. Innym wyróżnikiem nepomuków jest strój XVIII-wiecznego kanonika: biret, rokieta, komża, sutanna i buty ze ściętym noskiem. Inne atrybuty nawiązują do motywu dotrzymanej tajemnicy. Są to: zamknięta kłódka, zamknięta księga, palec na ustach, język, klucz, muszla, astrolabium sferyczne lub globus. Oczywiście zdarzają się też figury pozbawione jednego lub kilku spośród tych atrybutów.
Kult Jana z Nepomuka zawiera wiele, czasem sprzecznych ze sobą, elementów. W latach kontrreformacji kult Jana Nepomucena wykorzystywano do minimalizowania wpływów husytyzmu w Czechach (Jan Nepomucen miał wyprzeć ze świadomości ludu Jana Husa), a kanonizacji dokonano w roku 1729. Były próby propagowania patronatu Jana nad Królestwem Polskim i słowiańszczyzną w rozumieniu wspólnoty polsko-czeskiej, w opozycji do żywiołu germańskiego (Prusy). Jan jest patronem imperium Habsburgów, ale i Królestwa Czech i języka czeskiego, choć zapewne nie mówił w tym języku. Patronuje wielu miastom na całym świecie.
Kult, aczkolwiek katolicki, obrósł wieloma legendami i obrzędami ludowymi o reminiscencjach nawet z czasów pogańskich. Do obrzędowości należą charakterystyczne Wodne Procesje, czy Święto Pokazania Języka.